# Chiril Draganiuc
Chiril Draganiuc (n. 27 aprilie 1931, Podoima, raionul Camenca, Nistrenia – d. 3 iunie 2004, Chișinău, Republica Moldova) a fost un om de știință, medic și om de stat sovietic și moldovean, doctor habilitat în științe medicale (1980). 
Este autorul a peste 30 de lucrări științifice în domeniul tratamentului tuberculozei pulmonare. A fost, de asemenea, deputat al Sovietului Suprem al URSS al celei de-a VIII-a convocări și deputat al Sovietului Suprem al RSS Moldovenești (RSSM).

## Biografie
S-a născut în satul Podoima din raionul Camenca, RASS Moldovenească (URSS), într-o familie de țărani. La vârsta de opt ani și-a pierdut mama. În timpul celui de-Al Doilea Război Mondial, din 1944, a lucrat în câmpurile colhozului. În 1950 a absolvit școala medie din Sănătăuca.
În 1956 a absolvit Institutul Medical din Chișinău, după care a lucrat ca medic raional timp de doi ani, apoi a devenit medic-șef al spitalului din Sculeni, raionul Fălești (acum Ungheni). În 1958 a fost numit medic-șef al sanatoriului republican pentru tuberculoză „Vorniceni” din Codrii Călărașilor (acum în raionul Strășeni).
Din 1972, a lucrat ca director al Institutului de Cercetare a Tuberculozei din RSSM. În anii 1974-1990 a fost Ministrul Sănătății al RSSM.
A murit la 3 iunie 2004 la Chișinău, a fost înmormântat la Cimitirul Armenesc.

## Distincții și titluri
- 1959: Muncitor eminent în domeniul sănătății publice a URSS.
- 1968: Doctor onorat al RSS Moldovenești.
- 1969: Erou al Muncii Socialiste cu acordarea Ordinului Lenin și medaliei „Secera și ciocanul” pentru marile servicii în domeniul protecției sănătății poporului sovietic; distins prin decretul prezidiului Sovietului Suprem al URSS.[3]
- 1986: Ordinul Steagului Roșu al Muncii și medalia „pentru muncă curajoasă în timpul Marelui Război Patriotic din anii 1941-1945”.

## In memoriam
- Institutul de Pneumologie din Chișinău (str. Constantin Vârnav, 13), poartă numele medicului.[4]
- Bustul lui Chiril Draganiuc este amplasat pe Aleea savanților și medicilor iluștri, în vecinătatea blocului Nr. 1 a Universității de Stat de Medicină și Farmacie „Nicolae Testemițanu”.
- În ajunul aniversării a 85 de ani de la nașterea medicului, pe casa de pe strada Serghei Lazo din Chișinău, unde a locuit medicul, a fost instalată o placă memorială.[5]